# Complejo de San Giovanni di Pré

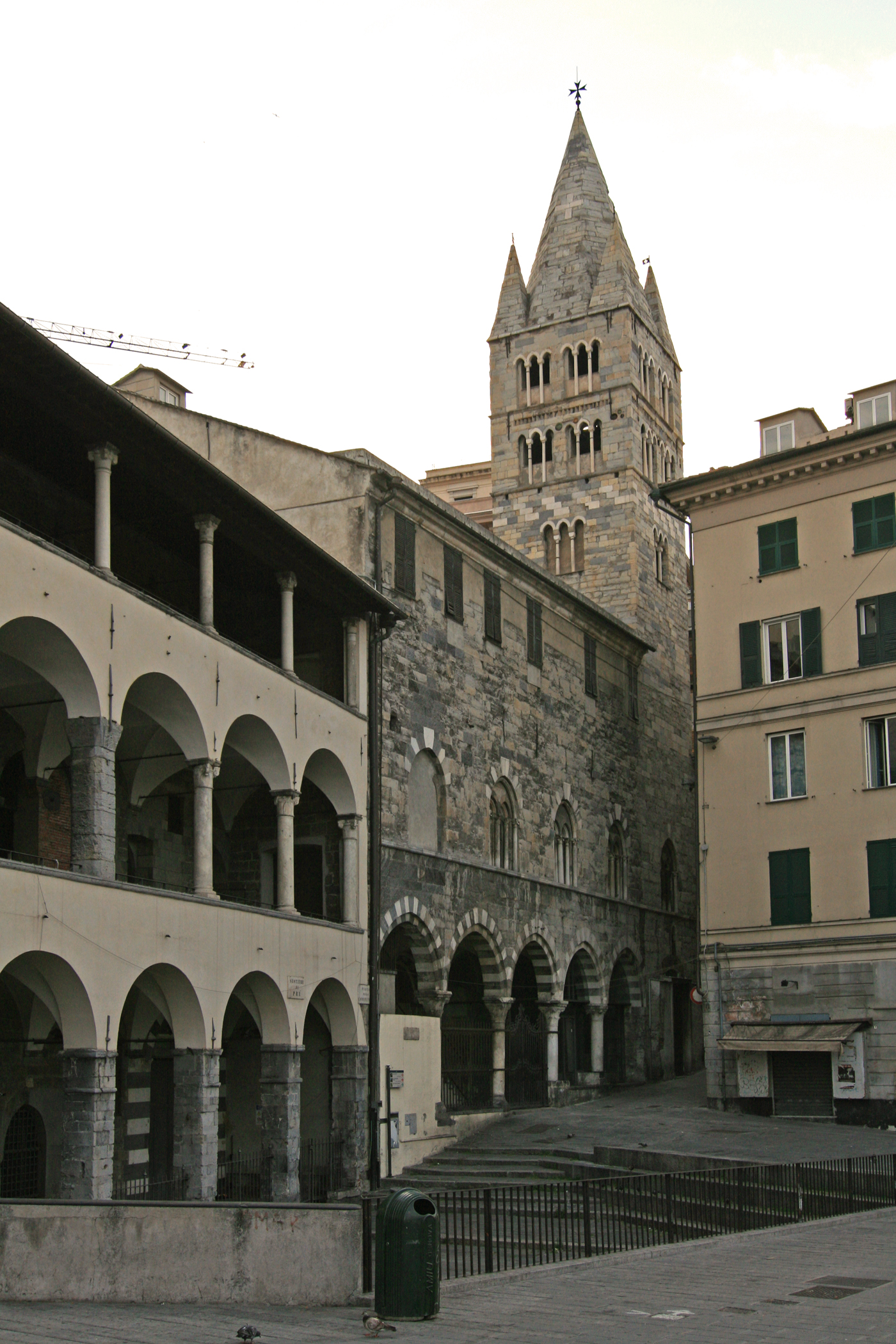
Vista del conjunto de Pré.

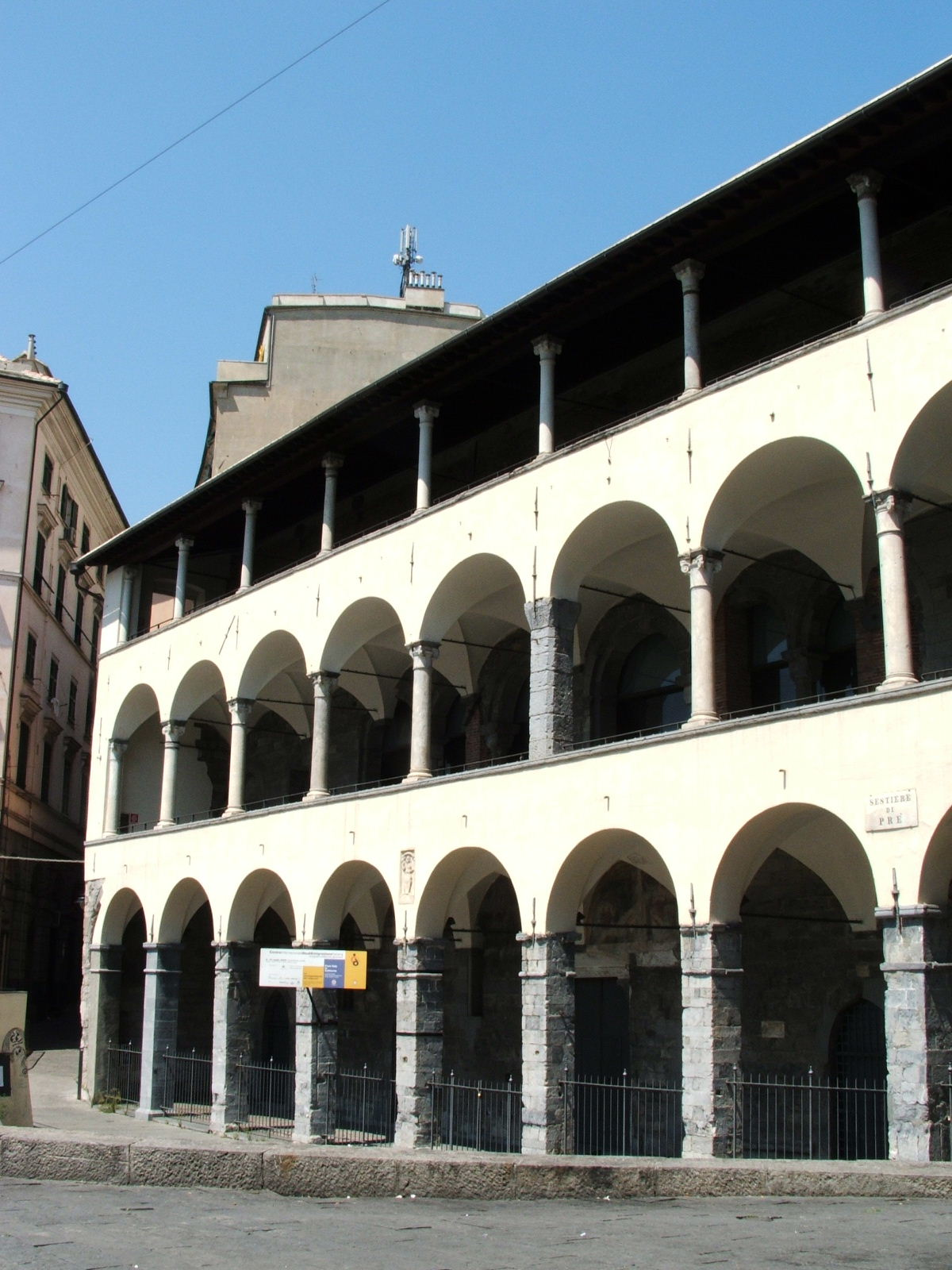
La Commenda de Pré.

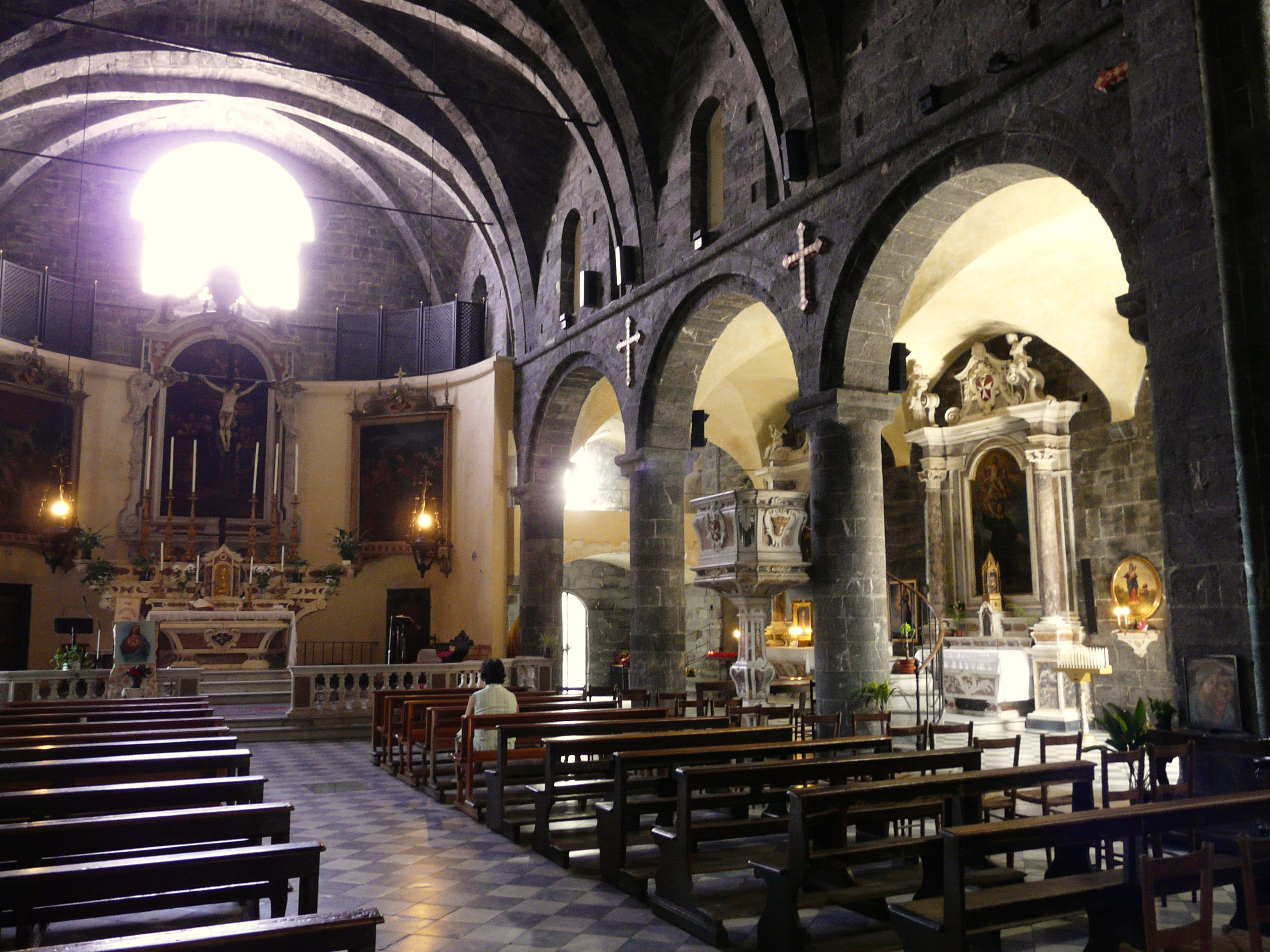
Interior de la iglesia superior

El complejo de San Giovanni di Pré en Génova, Italia, conocido como la Commenda di San Giovanni di Pré fue construido a partir de 1180 —año de la fundación— por querer de Fray Guillermo, un monje de los Caballeros de Jerusalén, organismo que dio origen a la Orden de Malta.
Consta de dos iglesias de estilo románico, sobrepuestas una sobre la otra, que constituyen la parte más importante del cuerpo arquitectónico y de un edificio de tres pisos, La commenda, es decir, el convento y hospital. Además fungía como “estación marítima” en rutas que llevaban a Tierra Santa (desde Génova zarpaba por aquel entonces la Tercera Cruzada al mando del rey de Francia) y de hospedaje para los peregrinos.
El complejo se conserva casi íntegro con la severidad propia del románico en los muros de piedra negra de Promontorio, los ladrillos, la elegancia de las columnas de mármol y el techo de madera pintado con temas geométricos y floreales.
Una lápida recuerda la estancia del Papa Urbano V en 1367, durante su viaje de regreso desde Aviñón.
Sufrió una primera reestructuración en 1508 en la parte conventual y una segunda en 1731, en la iglesia superior cuando incluso se cambió la orientación misma de la iglesia.
Restaurado otra vez en 1992 con ocasión de 500.º aniversario del descubrimiento de América, actualmente el convento, hospital y la iglesia inferior son sede de exposiciones de carácter histórico, dentro del recorrido museístico del Mu.MA, y la iglesia superior, dedicada a san Giovanni Evangelista, es una iglesia parroquial parte del vicariato "Centro Oeste" de la arquidiócesis de Génova.